# 3205 Boksenberg
3205 Boksenberg eller 1979 MO6 är en asteroid i huvudbältet som upptäcktes den 25 juni 1979 av de båda amerikanska astronomerna Eleanor F. Helin och Schelte J. Bus vid Siding Spring-observatoriet. Den är uppkallad efter astronomen Alexander Boksenberg.
Asteroiden har en diameter på ungefär 12 kilometer och den tillhör asteroidgruppen Adeona.